# 월드 게임/국가 체육 단지 역
월드 게임/국가 체육 단지 역(世運／國家體育園區站, World Games／National Sports Complex Station)은 가오슝 첩운 홍선의 1역이다.

## 역 구조

### 승강장
| 지면     | 출입구                              | 출입구                                                |
| 지상 1층 | 승강장                              | 출입구                                                |
| 지상 1층 | 승강장                              | 화장실                                                |
| 지상 2층 | 1호 플랫폼                          | ←가오슝 첩운 홍선 샤오강방면（쭤잉/고속철도 역）      |
| 지상 2층 | 플랫폼，문의 왼쪽 / 오른쪽 열립니다 |                                                       |
| 지상 2층 | 2호 플랫폼                          | 가오슝 첩운 홍선 남강산방면（기름 공장 초등학교 역）→ |

## 역 출입구
역의 북쪽 끝에 위치한 출입구1,2，출입구3,4이다.

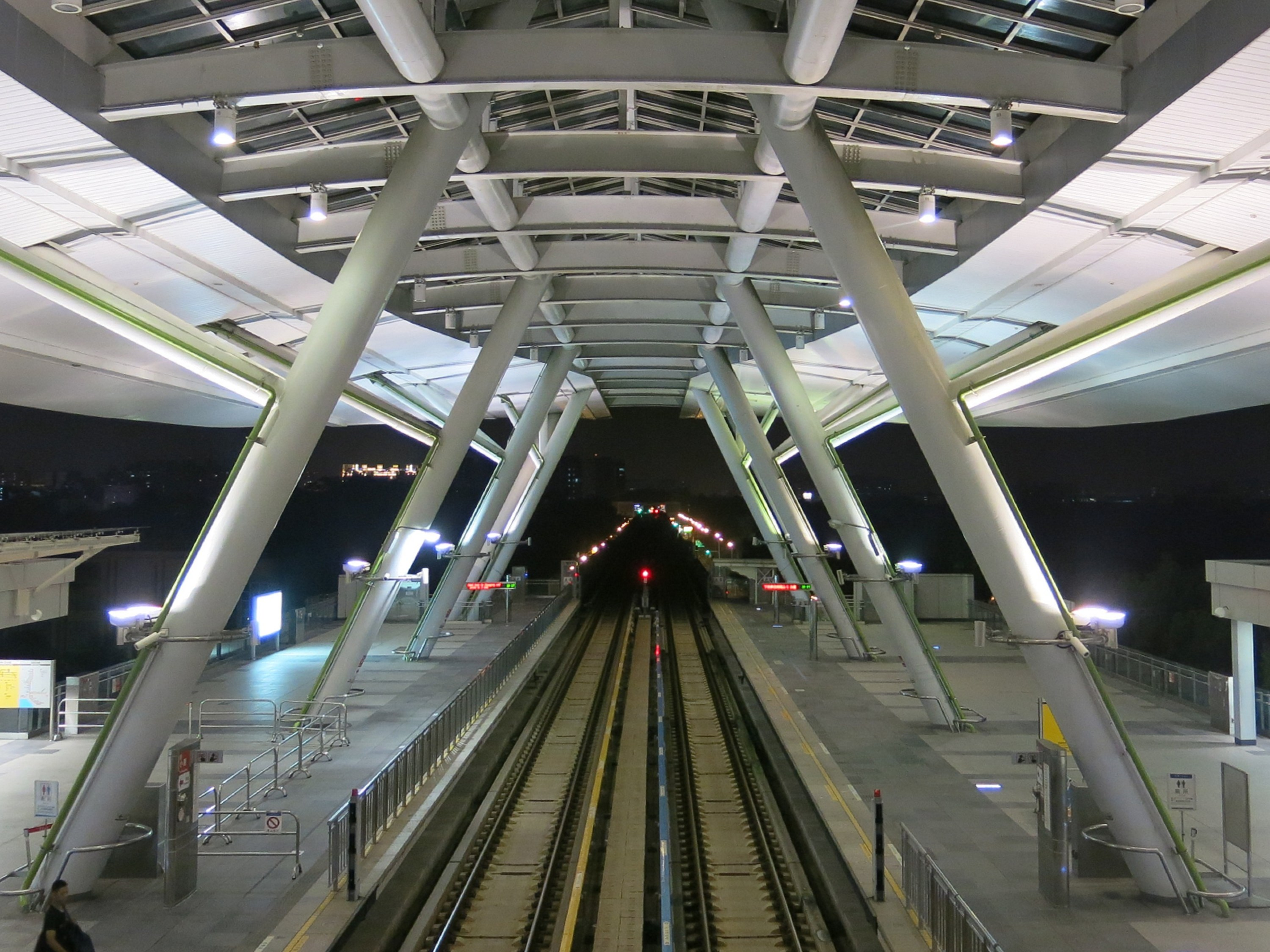
월드 게임/국게 체육 단지 역 승강장

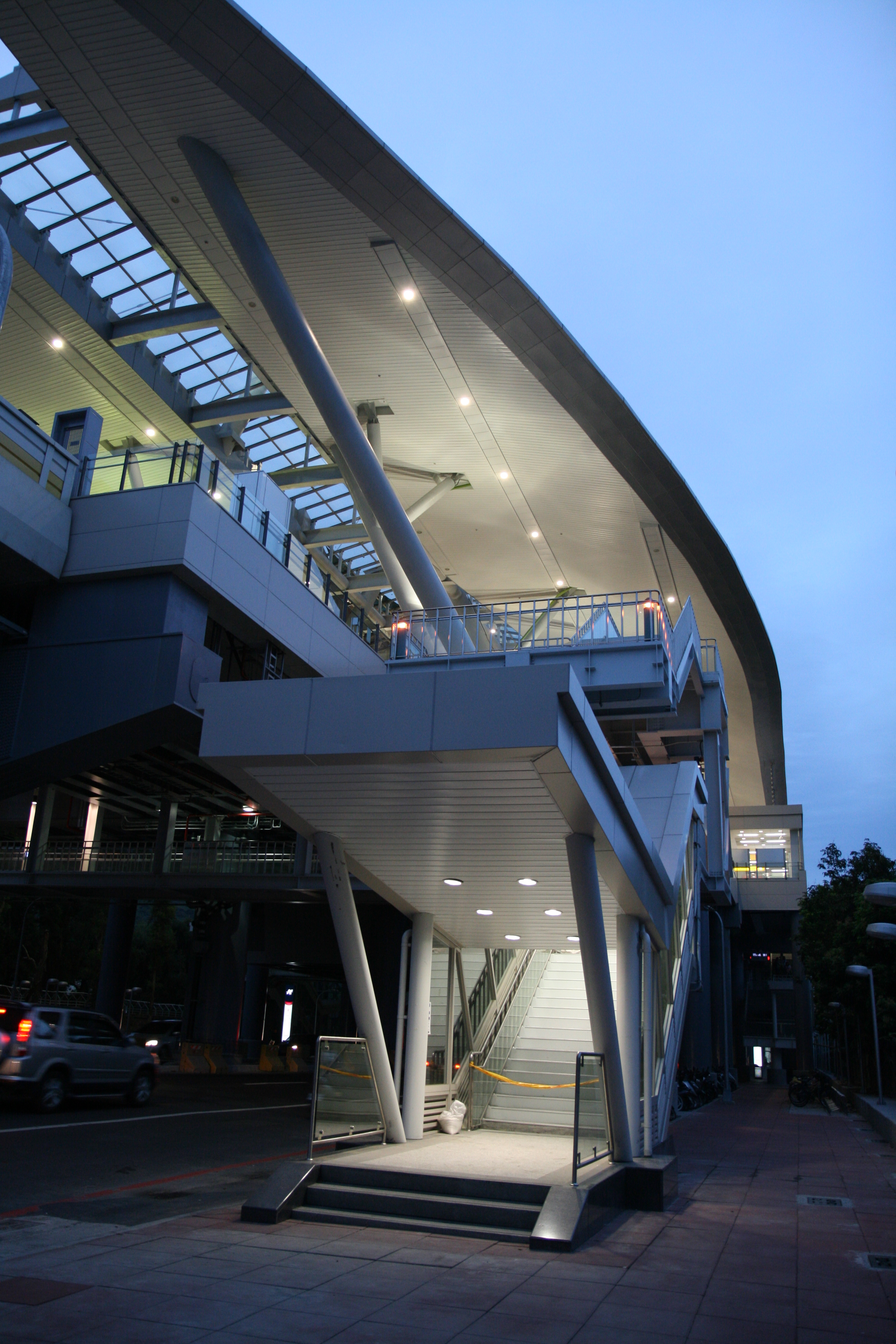
월드 게임/국게 체육 단지 역 출입구

- 출입구1：쭤난로 월드 게임 대형 교차
- 출입구2：쭤난로상
- 출입구3：쭤난로 기름 공장
- 출입구4：쭤난로상